# غروس-أومشتات
غرس اوم اشتات (بالألمانية: Groß-Umstadt) هي بلدة، مدينة، Gemarkung، Ortsbezirk of Germany و بلدة ألمانية تقع في ألمانيا في منطقة دارمشتات ديبورغ ‏.[بحاجة لمصدر] يقدر عدد سكانها بـ 21,542 نسمة .

## توأمة
لغروس-أومشتات اتفاقيات توأمة مع كل من:
- Saint-Péray [الإنجليزية]‏ [4]
- ديكومانو [4]
- سانتو تريسو [4]

## أعلام
- كريستوف شوتس
- أوتو فرانك